# HMS Formidable (67)
HMS Formidable (67) là một tàu sân bay của Hải quân Hoàng gia Anh thuộc lớp Illustrious. Nó từng hoạt động trong Chiến tranh Thế giới thứ hai tại các chiến trường Địa Trung Hải, Bắc Đại Tây Dương và Viễn Đông; và sau chiến tranh nó bị tháo dỡ vào năm 1956.

## Thiết kế và chế tạo
Formidable được chế tạo tại xưởng đóng tàu của hãng Harland & Wolff tại Belfast, Bắc Ireland. Nó được đặt lườn vào ngày 17 tháng 6 năm 1937; và vào ngày 17 tháng 8 năm 1939 nó đã "tự hạ thủy" nửa giờ trước giờ quy định. Chiếc tàu sân bay được đưa ra hoạt động vào ngày 24 tháng 11 năm 1940.

## Lịch sử hoạt động

### Địa Trung Hải và Bắc Đại Tây Dương
Formidable tham gia Trận chiến mũi Matapan từ ngày 27 đến ngày 29 tháng 3 năm 1941. Vào ngày 26 tháng 5 năm 1941, chiếc tàu sân bay bị hư hại nặng khi tham gia vận chuyển máy bay đến đảo Malta tăng cường cho hòn đảo đang bị vây hãm, bị đánh trúng hai quả bom 1000 kg buộc nó phải ngừng hoạt động trong sáu tháng. Sau khi được sửa chữa tại Xưởng hải quân Norfolk ở Hoa Kỳ, Formidable được tái trang bị bằng các kiểu máy bay tiêm kích Mỹ Vought Corsair và F4F Martlet.
Năm 1942, chiếc tàu sân bay băng ngang Thái Bình Dương và hoạt động một thời gian ngắn tại Ấn Độ Dương trước khi quay lại Địa Trung Hải vào tháng 10. Sau đó, Formidable hỗ trợ trên không cho Chiến dịch Bắc Phi và Chiến dịch Ý (1943), bao gồm cuộc đổ bộ lên Sicilia (Chiến dịch Husky); trước khi được chuyển đến khu vực Bắc Đại Tây Dương tham gia hộ tống các đoàn tàu vận tải đi đến biển Bắc Cực. Ngày 17 tháng 11 năm 1943, máy bay của HMS Formidable đã tấn công và đánh chìm được chiếc tàu ngầm U-Boat U-331 (chiếc U-Boat đã đánh chìm HMS Barham).
Ngày 17 tháng 7 năm 1944, những chiếc Swordfish cất cánh từ Formidable đã tham gia Chiến dịch Mascot, cuộc tấn công nhắm vào chiếc thiết giáp hạm Đức Tirpitz tại Na Uy. Chiếc tàu sân bay còn tham gia các cuộc tấn công khác nhắm vào chiếc Tirpitz trong tháng 8, như là một phần của Chiến dịch Goodwood.

### Viễn Đông

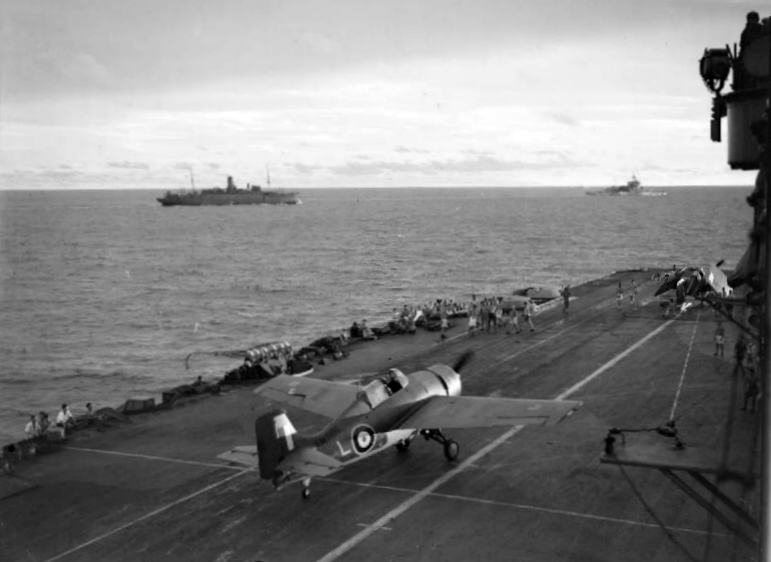
Một chiếc Grumman Martlet thuộc Phi đội Không lực Hải quân 888 trên sàn đáp HMS Formidable

Sang năm 1945, Formidable đã tham gia chiến đấu chống lại lực lượng Nhật Bản trong thành phần Hải đội Tàu sân bay 1 thuộc Hạm đội Thái Bình Dương Anh Quốc, và đã phải chịu đựng những cuộc tấn công cảm tử kamikaze trong khi hỗ trợ cho các cuộc đổ bộ lên Okinawa. Vào ngày 4 tháng 5 lúc khoảng sau 11 giờ 30 phút, một máy bay Nhật bổ nhào từ một độ cao lớn nhắm vào Formidable. Cho dù đã bị hỏa lực pháo phòng không bắn trúng ở cự ly gần, chiếc máy bay cảm tử đâm bổ xuống sàn đáp, làm vỡ một lỗ hổng lớn kích thước 3 × 0,6 m (10 × 2 ft) trên sàn đáp bọc thép. Một mảnh thép lớn xuyên thủng sàn chứa máy bay và phòng nồi hơi trung tâm, làm vỡ một ống dẫn hơi nước, và xuyên đến một thùng chứa nhiên liệu, gây một đám cháy dữ dội tại hầm chứa máy bay. Tám thành viên thủy thủ đoàn thiệt mạng cùng 47 người khác bị thương. Dù sao, lớp sàn đáp được bảo vệ bằng vỏ giáp thép dày 76 mm (3 inch) trên chiếc Formidable đã ngăn ngừa những hư hỏng khác nghiêm trọng hơn gây ra bởi các cuộc tấn công kiểu này. Một chiếc Corsair và mười chiếc Grumman Avenger bị phá hủy. Tuy nhiên, đám cháy dần dần được kiểm soát, và lỗ hổng trên sàn đáp được sửa chữa bằng những tấm thép và bê tông. Đến 17 giờ 00, những chiếc Corsair lại có thể hạ cánh trên chiếc Formidable. Một cuộc tấn công Kamikaze khác cũng đã đánh trúng sàn đáp chiếc Formidable vào ngày 9 tháng 5 năm 1945, nhưng mức độ thiệt hại không thể nào so được với cuộc tấn công bốn ngày trước đó.

### Sau chiến tranh
Sau chiến tranh, sự tích lũy các hư hại trong chiến đấu trên khắp các chiến trường, đặc biệt là hư hại do trúng bom tại Địa Trung Hải, khiến cho chiếc tàu sân bay vĩnh viễn bị thương tật; và một ủy ban điều tra của Hải quân Hoàng gia đã kết luận rằng việc sửa chữa nó không kinh tế. Formidable được đưa về lực lượng dự bị vào năm 1947, và 'Old Formy' không bao giờ được đưa ra hoạt động nữa. Nó được bán vào năm 1953 và được tháo dỡ từ tháng 11 năm 1956.